# 奧泰羅
《奥泰罗》是作曲家威尔第1887年完成的一部歌剧作品，脚本作者博依托（Arrigo Boito），改编自莎士比亚1604年创作的同名戏剧《奥赛罗》（Othello）。

## 作品背景
威尔第很早就开始倾心于莎士比亚的戏剧，1865年时，威尔第曾将《马克白》改编成歌劇《馬克白》，但当时的首演并不成功，于是他的“莎士比亚情結”就一直保留在心里。当轰动世界的《阿依達》（1871）问世后多年，威尔第令人惊讶的暂停写作歌剧，这期间他虽然不间断的写了一些其他形式的音乐作品（1871年，威尔第为意大利爱国诗人马佐尼的逝世谱写著名的《安魂曲》），但主要是在为他的下一部歌剧做准备。
结束了华丽的《阿依達》，威尔第开始思考他的下一步，要如何打破他在《阿依達》中创造的高度，这时他想到了莎士比亚的《奥赛罗》，其中极度悲痛、赤裸裸的对于人心的描写将是一个艰巨的挑战。1880年，威尔第找到了他一直以来的合作者——19世纪著名的诗人博依托，请他写作《奥泰罗》的歌剧脚本。博依托将莎翁戏剧中文艺复兴时代的精神融合进在十九世纪兴盛的浪漫主义精神中。浪漫主义时期，对于那些“黑色”浪漫英雄的崇拜可谓达到了顶峰，不再像文艺复兴时期那样仅仅探讨人的内心世界与外表行为之间的差距，而是更直接的关注人的本质，认为人性本恶，在《奥泰罗》中“依阿戈”（Iago）这一角色堪称典型，博依托甚至曾想用“依阿戈”这个名字来命名这部歌剧。如果说在其后博依托为威尔第的法尔斯塔夫所创作的法尔斯塔夫身上有着永远否定人类真善美的恶魔的影子，那么《奥泰罗》中的依阿戈则更象是恶魔在人间的化身，其一曲“信经”（credo）是那么赤裸裸的，完全没有了莎士比亚戏剧中遮遮掩掩的虚伪，充分反映出两个时代对于人物的不同看法。
在博依托巧妙改编莎士比亚原作的基础上，威尔第将莎士比亚的诗意和人物转译成极富天才的音乐。作品中没有瓦格纳的成分，几乎没有什么分曲，也没有主导动机。人声与乐队间的平衡得到出色的处理，乐队始终存在，并以最节约的方式产生出最深刻的效果。
威尔第的《奥泰罗》删去了莎翁原著中的第一幕，以其第二幕第一景暴风雨场面开始歌剧，狂乱不规则的音乐象征着奥泰罗暴烈的个性，而原著第一幕中的一些细节都安排在后来的几首二重唱中。威尔第只为剧中的主要角色写独唱曲，这样即可突出其重要性，又将他们的内心世界表达清楚，而戏剧性冲突则靠重唱及声部对位来表现。如第二幕花园中的重唱，三种不同风格的曲调暗示了黛丝德蒙娜、奥泰罗和依阿戈之间悲剧性的冲突。之后的四重唱气氛更加激烈，出现了三层交叉的冲突，互相不知道心意的奥泰罗与黛丝德蒙娜，以及他们与暗地里谋划阴谋的依阿戈，为了黛丝德蒙娜的手帕与丈夫发生争执的女仆伊米利娅，四个人之间隐含的危机在舞台上呈现出尖锐的讽刺意味。威尔第为几个主要角色写了代表他们各自个性的音乐，当中只有奥泰罗的音乐会转变，当他落入依阿戈为他所设的陷阱时，他唱起了代表依阿戈的回旋式旋律，而当他怀疑妻子不忠时则用属于黛丝德蒙娜的旋律来讽刺她，这种角色之间的音乐借用暗示出人物性格的复杂化。另外，威尔第安排了两个音乐动机来串联起整个悲剧性的剧情，第一幕预示混乱与阴谋的“饮酒歌”以及第四幕黛丝德蒙娜所唱得预示悲剧结尾的“杨柳歌”。
整部歌剧音乐的发展象征着奥泰罗人格的转变。一开始，他以高贵勇敢的英雄姿态出现，但暴风雨的主题预示了他个性中的暴烈，接着依阿戈设计陷害他，他的内心从怀疑到震怒到杀机浮现，音乐也不断地从平静到狂乱。其中分化出一对矛盾，就是奥泰罗对于妻子的信任，代表依阿戈的回旋式旋律充斥着诡异邪恶的感觉，整个信与不信的过程中反复出现这种旋律，最后由奥泰罗唱出，暗示着他已彻底受依阿戈的控制，对妻子的感情由爱至恨。从恨中引发出的便是死亡的主题，爱情的动机伴随着奥泰罗的幸福平静与快乐，怀疑的动机则使他受着嫉妒的折磨，痛苦、狂暴，进而出现杀人的动机，这时音乐层层交织达到了高潮，然后一个回落，矛盾的出现了悔恨的主题及爱情的动机，紧接着重复杀人的动机，代表了奥泰罗精神上最终的崩溃，这个看似能够征服一切的英雄选择了自杀来结束他悲惨的命运。
这部歌剧1887年2月5日于米兰史卡拉歌剧院的首演轰动了全城，民众聚集在一起久久不肯离开，他们口中高呼着：“威尔第万岁”。也确实，威尔第用这部歌剧史上最伟大的杰作之一《奥泰罗》打破了他在《阿依達》之后长久的沉默。

## 剧本大纲

### 第一幕
十五世纪晚期，塞浦路斯岛。岛民们聚在港口边祈祷海上的狂风巨浪停息，出外抗击土耳其人的舰队能够平安归来。摩尔人奥泰罗（Otello，男高音），岛上的总督，威尼斯军队的将军，他带着舰队抵达港口，打了胜仗又闯过了暴风雨，人们办起了庆功宴来迎接他。奥泰罗的副官依阿戈（Iago，男中音）却冷眼旁观，他心里怀着恶毒的怨恨正在酝酿报复计划。他找到为了追求奥泰罗的新婚妻子黛丝德蒙娜（Desdemona，女高音）而上岛的花花公子罗德里乔（Roderigo，男高音），发誓要帮助罗德里乔得到那个威尼斯美人，说不久黛丝德蒙娜就会厌倦她的摩尔人丈夫而改投罗德里乔的怀抱。为了使罗德里乔相信自己与他是一边的，依阿戈便说奥泰罗把一次提升的机会给了卡西奥（Cassio，男高音）而不是他，所以仇恨将作出回报，两个人开始密谋。庆功宴还在继续，眼见一边的卡西奥拒绝再喝酒的时候，依阿戈便提议为奥泰罗的新婚妻子干杯，无法拒绝的卡西奥终于喝醉了，受了依阿戈的挑拨，他与罗德里乔起了争执，后来竟发展成一场决斗。混乱中，试图分开两人的前任总督蒙塔诺（Montano，男低音）也受了伤。奥泰罗闻讯赶来，依阿戈在他面前歪曲事实，将责任都推到卡西奥身上，不满的奥泰罗取消了卡西奥新近的升职，将众人遣散。事情结束后奥泰罗回到他的新娘身边（爱的二重唱：夜幕低垂），他们回忆着初恋时的甜蜜，奥泰罗讲起自己艰苦的童年及所经历的那些残酷的战役，黛丝德蒙娜深深爱着自己英勇的丈夫，而奥泰罗十分赞赏妻子的纯洁，美妙的时光匆匆过去，不知不觉中月影倾斜。

### 第二幕
城堡一个朝向花园的房间。无故失了大好前程的卡西奥十分后悔，依阿戈安慰他，说如果去找黛丝德蒙娜为他求情，那么他将官复原职，因为奥泰罗很爱妻子，必定会听她的话。等卡西奥一离开视线，依阿戈便宣称自己只相信邪恶之神（咏叹调：信经），他认为自己从出生便是卑贱的，他是人，所以他就是个恶棍，命运注定要不公平，诚实的人是傻瓜，人生毫无意义，他相信他所思所行的邪恶，那些正直的人都是虚伪的演员，无论外表或是内心，他的存在便是一个谎言。
卡西奥到花园中找黛丝德蒙娜，依阿戈则不经意的向刚进门的奥泰罗提黛丝德蒙娜的忠诚。奥泰罗因为自己的妻子的美貌而醉心不已，他想说些赞美的话，而黛丝德蒙娜却用卡西奥的降职问题来烦他。奥泰罗将黛丝德蒙娜为他擦汗的手帕扔在地上，黛丝德蒙娜凄惨苦的要奥泰罗看看她的脸，爱情就写在她的脸上，而奥泰罗这低垂着头心痛的自问是否因为自己肤色太黑或已年纪老迈才使得妻子不再爱他。女仆伊米丽娅（Emilia，次女高音）将手帕拾起来，黛丝德蒙娜并没有留意，她正急于使奥泰罗恢复平静，注视着一切的依阿戈从自己的妻子伊米丽娅那里将手帕抢走，他得意的称之为“爱情的罪证”、“陷害人的宝贝”。奥泰罗表示要独自呆一会儿，为了使奥泰罗的怀疑加深，依阿戈在众人离开后悄悄的回到奥泰罗的身边。依阿戈眉飞色舞的煽风点火，他编造了一个关于卡西奥乘奥泰罗熟睡时跟黛丝德蒙娜倾心私通的故事，并且还提到在卡西奥的手中见到了黛丝德蒙娜的手帕。起初奥泰罗只是半信半疑，渐渐他落入了依阿戈的圈套，心里生出恨意，发誓要向那些背叛他的人报复（二重唱：向天发誓），依阿戈低着头暗自称快。

### 第三幕
在军营的库房中，依阿戈告诉奥泰罗他的妻子将提供黛丝德蒙娜与卡西奥在一起的新证据，这个时候黛丝德蒙娜进来。奥泰罗试图平静的说话，可是黛丝德蒙娜反复的重提卡西奥被降职的话题，奥泰罗询问那块他送给她的手帕在何处，她却不在意的回答说忘记了。奥泰罗的内心受着巨大的煎熬，他指责妻子不贞，并羞辱她，说她淫荡不堪，黛丝德蒙娜伤心地离去。独自一个人，奥泰罗跪倒在地上，大声呼唤，再没有什么事情可以像这一件如此折磨他了（咏叹调：天，为何要这么对待他）。依阿戈带着卡西奥来了，奥泰罗将自己隐藏在阴影中。依阿戈问起卡西奥与他女友的事情，听不到他们对话的奥泰罗顺理成章的把卡西奥脸上的笑容联系到黛丝德蒙娜的身上，他认为卡西奥是在讥笑他。接着，依阿戈拿出用欺骗得来的手帕说是要送给卡西奥的女友，卡西奥接过来细细的观赏者，赞叹那上面精美的图案及美妙的芳香，而认为手帕代表了妻子不贞的奥泰罗像死一般的痛苦，看着那背叛的证据在阳光下展露，他的爱情将他的心撕裂。突然城堡处传来响亮的喇叭声，宣告有一位要人从威尼斯来到，依阿戈与卡西奥前去迎接。奥泰罗从阴影中现身，他的面孔扭曲，双目充血，多少爱变成了多少恨，甚至尤过之，在他漆黑的脸上刻着恐怖的誓言，只有死亡能够安慰他。摩尔人奥泰罗走下台阶向大使罗多维考（Lodovico）致意，新的人事命令被发布，他将被调回威尼斯，而卡西奥要代替他成为塞浦路斯的总督。听到这个安排，几乎要失去理智的奥泰罗当着众人的面将妻子推倒在地，咒骂她，大使将黛丝德蒙娜带离。相信自己已经一无所有的奥泰罗近乎崩溃，他绝望的吼道：“仇恨如同狮子！”

### 第四幕
深夜，伊米丽娅在整理女主人的床铺，黛丝德蒙娜到现在还不了解为何丈夫性情发生了如此大的变化。心中怀着恐惧，她唱起了一首悲歌，讲一个被爱人抛弃的女子的故事（咏叹调：杨柳之歌）。一边唱眼泪一边止不住的滚落，心竟撕裂般的疼痛，窗外的清风也叫她颤抖，她热情的跟伊米丽娅告别后跪在床边祈祷（咏叹调：圣母颂）。奥泰罗进来的时候黛丝德蒙娜已熟睡，一个吻将她惊醒，奥泰罗问妻子是否做过祈祷。嫉妒使人变聋，奥泰罗听不见妻子无辜的辩白，他亲手将黛丝德蒙娜扼死。伊米丽娅在外面敲门，她说卡西奥杀死了罗德里乔，当她进屋看到死去的黛丝德蒙娜时惊骇的尖叫起来，卡西奥和罗德维考赶来，害怕事情败露的依阿戈逃走了。意识到自己所造成的可怕悲剧，奥泰罗拔出一把隐藏在怀中的短剑刺向自己，他用尽最后的一丝力气紧紧拥抱住渐渐冰冷的黛丝德蒙娜，祈求一个已不可能实现的吻（咏叹调：再一个吻——“没有人会再惧怕我，因为此刻将是我生命的终点……光荣啊，奥泰罗失去了一切……而你，你是如此苍白、美丽/就象是在邪恶星空下诞生的婴孩啊！死亡啊，是我，我亲爱的妻，是我将你杀死的，现在我的死神也来找我了……什么都不求，只要再一个吻……”）